# Papouasie centrale
Pour les articles homonymes, voir Papouasie.
La Papouasie centrale (en indonésien : Papua Tengah) est une province d'Indonésie située sur l'île de Nouvelle-Guinée. Elle s'étend sur 66 129 km2 et sa capitale est Nabire.

## Géographie

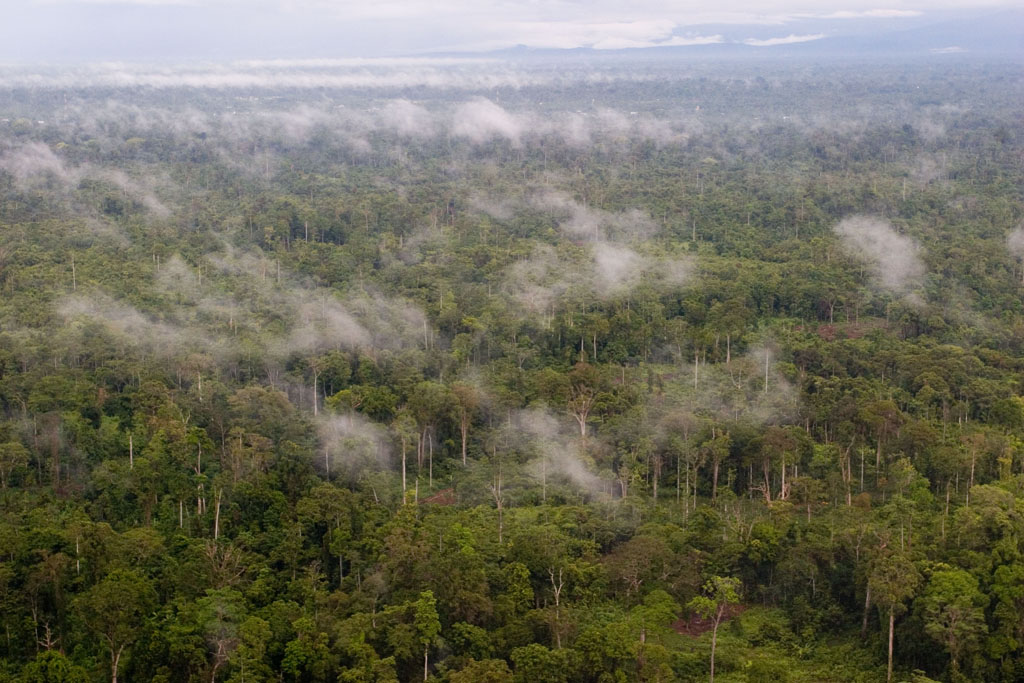
Forêt à Agimuga, kabupaten de Mimika.

La province est établie dans le centre-ouest de la Papouasie indonésienne. Elle est bordée par la mer d'Arafura au sud et par le golfe de Cenderawasih au nord-ouest, sur lequel se situe la capitale Nabire. Elle est limitrophe des provinces de Papouasie au nord, de Papouasie des hautes terres à l'est, de Papouasie méridionale au sud-est et de Papouasie occidentale à l'ouest. 

## Histoire
La création de cette nouvelle province est annoncée en 2003 lors de la scission de la province de Papouasie. Devant les fortes protestations de la population locale sur ce nouveau découpage administratif, cette création est reportée. Le 30 juin 2022, le Conseil représentatif du peuple adopte une loi créant trois nouvelles provinces dont celle de Papouasie centrale. Elle est officiellement créée le 11 novembre de la même année.

## Politique et administration
La province est divisée en huit kabupatens. Elle est dirigée par un gouverneur nommé par le gouvernement central, puis élu à partir de 2024.

### Gouverneurs
| Période          | Période      | Identité            | Étiquette | Qualité |
| ---------------- | ------------ | ------------------- | --------- | ------- |
| 11 novembre 2022 | octobre 2024 | Ribka Haluk (en)    |           | intérim |
| 18 octobre 2024  | en cours     | Anwar Harun Damanik |           | intérim |